# Tos Chirathivat

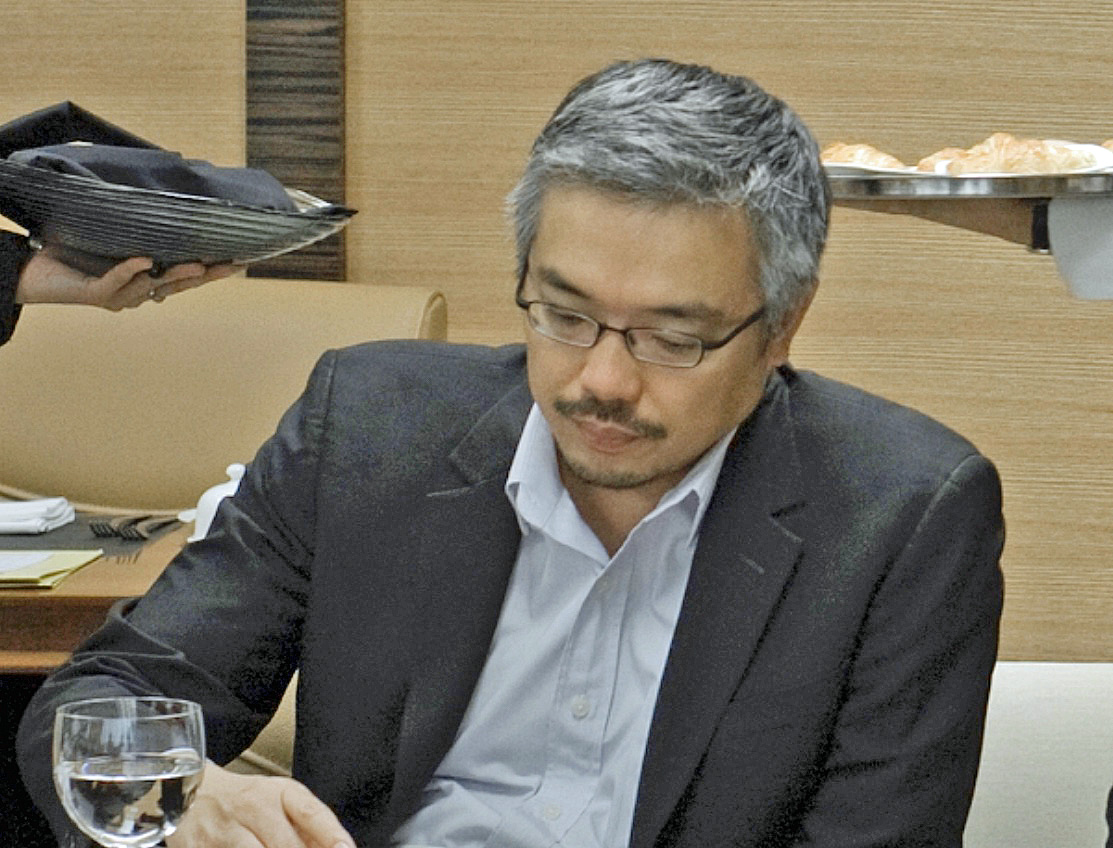
Tos Chirathivat (2011)

Tos Chirathivat (* 23. November 1964) ist geschäftsführender Vorsitzender und CEO der Central Group, einer der führenden Familienunternehmensgruppen Thailands. Die Familie Chirathivat gehört zu den reichsten Thailands.

## Ausbildung und Karriere
Während seiner Schulzeit verbrachte Tos Chirathivat ein Jahr auf einer Privatschule in Miami. Sein Studium in Wirtschaftswissenschaften schloss er im Jahr 1985 an der Wesleyan University ab und absolvierte anschließend einen Master in Business Administration in Finance an der Columbia University, den er im Jahr 1988 abschloss. Danach arbeitete er kurzzeitig bei der Citibank. Außerdem war er in verschiedenen Führungspositionen bei Big C Super Center, Robinson Department Store und B2S Company Ltd. tätig.
Von 2002 bis 2013 war Tos Chirathivat CEO von Central Retailing, der Einzelhandelsentwicklungssparte der Central Group. In dieser Funktion konzentrierte er sich auf die internationale Expansion. Das Unternehmen eröffnete 2010 und 2011 drei Kaufhäuser in China. Außerdem tätigte es mehrere Akquisitionen in Europa: 2011 kaufte es das italienische Einzelhandelsunternehmen La Rinascente, das Kaufhaus Illum in Kopenhagen, das deutsche KaDeWe und Anteile der Magazine zum Globus.
Chirathivat ist seit dem 29. November 2013 CEO der Central Group.

## Familie
Tos Chirathivat stammt aus dem vermögenden Chirathivat-Clan. Sein Großvater Tiang war Mitglied der wirtschaftlich bedeutenden thailändisch-chinesischen Gemeinschaft und gründete 1947 die Central Group. Sein Vater Samrit Chirathivat war 21 Jahre lang Vorsitzender der Central Group und eröffnete 1957 das erste Einkaufszentrum in Thailand.
Tos Chirathivat ist das jüngste von acht Kindern. Er lebt mit weiteren Familienmitgliedern auf einem Grundstück in Bangkok, auf dem insgesamt 12 Häuser stehen. Er ist verheiratet und hat zwei Söhne.
Für 2021 schätzte Forbes das Vermögen der Familie auf 11,6 Milliarden US-Dollar.